# Шаровки
Шаровки, или акроцериды (лат. Acroceridae), — семейство насекомых из отряда двукрылых. Космополитическое семейство, насчитывающее около 520 видов в 50 родах. Представители характеризуются наличием «горба» (сильно выпуклой груди) и маленькой головой; у некоторых есть длинный хоботок, предназначенный для сбора нектара. Имаго некоторых видов используют мимикрию, притворяясь осами и пчёлами. Глаза обычно голоптические, омматидии занимают большую часть поверхности головы. Личинки — паразитоиды пауков.

## Описание
Голова маленькая, обычно значительно уже груди и подогнута вниз. Глаза соприкасаются у обоих полов. Флагеллум усиков состоит из одного членика, рудименты остальных члеников не развиты. Грудь сильно выпуклая. Нижняя грудная ячейка крыла очень широкая, шире головы. Костальная жилка обходит всё крыло или проходит только по его переднему краю.

## Классификация
Семейство разделяют на современных пять и одно вымершее подсемейство
- Acrocerinae Leach, 1815
- †Archocyrtinae Ussatchev, 1968
- Cyrtinae Newman, 1834
- Ogcodinae Róndani, 1834
- Panopinae Schiner, 1868
- Philopotinae Schiner, 1868

## Палеонтология
Древнейшие шаровки, найденные в отложениях  верхней юры Казахстана, обладали самым длинным хоботком среди мезозойских насекомых по отношению к общей длине тела. Представители семейства также встречаются в балтийском янтаре. 